# Elizabeth Peacock
Pour les articles homonymes, voir Peacock.
Elizabeth Peacock, née le 4 septembre 1937, est une femme politique britannique, membre du Parti conservateur et ancienne députée du Yorkshire de l'Ouest, dans la circonscription de Batley and Spen.

## Biographie
Née Elizabeth Joan Gates, Peacock a été conseillère du comté (en) du Yorkshire du Nord de 1981 à 1984, et députée de Batley and Spen de 1983 à 1997. Elle a été en 1992 la Secrétaire Parlementaire particulière de Nicholas Scott, ministère de la Sécurité Sociale et des personnes handicapées du gouvernement de John Major. 
Elizabeth Peacock s'est par ailleurs fait remarquer pour son militantisme anti-avortement. En janvier 1988, au cours du débat sur l'amendement de la loi sur l'avortement, elle a défendu avec virulence la loi, en se prononçant notamment pour la réduction du délai durant lequel une interruption de grossesse est autorisée. Elle a qualifié à cette occasion le Royaume-Uni de « poubelle à fœtus de l'Europe », et a émis le souhait que le pays cesse d'être un lieu où les femmes étrangères puissent venir se faire avorter plus facilement. 
Battue lors des élections de 1997, elle s'est représentée sans succès aux élections de 2001, et a refusé de se présenter pour les élections de 2005.